# Luigi Sturzo
Don Luigi Sturzo, född den 26 november 1871 i Caltagirone på Sicilien, död den 8 augusti 1959 i Rom, var en italiensk politiker.
Sturzo prästvigdes 1894, studerade därpå filosofi i Catania och Rom samt var 1905–1920 vice borgmästare (prosindaco) i sin födelsestad och från 1915 en av de ledande i italienska kommunalförbundet. Redan från 1898 verksam för att åstadkomma en kristlig-demokratisk sammanslutning, särskilt på det kommunala området, tog han i januari 1919 genom ett upprop initiativ till bildandet av Italienska folkpartiet, vars generalsekreterare han blev. Under hans energiska ledning vann partiet mycket stor anslutning. Sedan fascismen i oktober 1922 erövrat regeringsmakten, uppstod emellertid slitningar inom partiet om dess ställning till den nya rörelsen, och Sturzo, som skarpt kritiserat Mussolinis diktatoriska uppträdande, förmåddes genom påtryckning från Vatikanen att (juli 1923) lämna generalsekreterarposten för att inte genom sin person äventyra partiets sammanhållning eller det goda förhållandet mellan Vatikanen och italienska regeringen. Samma år emigrerade han till Storbritannien, varifrån han 1940 begav sig till Förenta staterna. År 1946 återvände han till hemlandet, där han 1953 utnämndes till livstidssenator.